# Fernando Jubero
Fernando Jubero Carmona (Barcelona, España, 27 de febrero de 1974) es un entrenador de fútbol español radicado en Paraguay; es uno de los pocos entrenadores que dirigió a los 4 grandes de Paraguay, Guaraní, Olimpia, Libertad y Cerro Porteño (en ese orden cronológico). Actualmente se encuentra sin equipo.

## Biografía
Jubero nació en Barcelona el 27 de febrero de 1974. Dedicado a entrenar categorías inferiores en Cataluña, en 2003 comenzó a trabajar como observador de jugadores y analista de rivales para el filial del F.C. Barcelona. En paralelo, Jubero se desempeñaba como profesor de escuela primaria.
En 2008 fue contratado por la Aspire Academy de Catar, en la cual trabajó en varios países del mundo (Kenia, Tanzania, Uganda, Camerún, Costa de Marfil, Mali, Ghana, Senegal, Nigeria, Paraguay, Costa Rica, Guatemala, Vietnam,  buscando nuevos talentos. 
Así llegó a Paraguay, donde conoció a su esposa Elva y nació su hijo Ferrán y posteriormente Anahí.
En el 2012 se incorporó como director deportivo al Club Guaraní de Paraguay con el objetivo de dotar de una filosofía propia a todos los equipos del mismo.
Es diplomado en Magisterio Educación primaria y licenciado en psicopedagogía.

## Carrera como entrenador

### Guaraní
Desde enero de 2012 ocupó el cargo de director deportivo del Club Guaraní, como parte de los cambios para la nueva temporada del club, que incluían al nuevo director técnico Pablo Caballero Cáceres. El objetivo de Jubero era hacer de Guaraní un equipo formador, antes que uno comprador, trabajando desde las categorías inferiores. A mediados de 2013 se hace cargo de la dirección técnica del equipo de manera interina tras la salida de Diego Alonso, y Guaraní finaliza el Torneo Apertura obteniendo el subcampeonato. El breve paso de otro entrenador uruguayo, Gustavo Díaz, hace que recaiga nuevamente en Jubero el cargo de entrenador. Ya de vuelta bajo su dirección, Guaraní logra una victoria por 4-1 de visitante ante Oriente Petrolero por la Copa Sudamericana 2013, tras el empate a cero del partido de ida, que mantiene al equipo en el torneo internacional.
En la Copa Libertadores 2015 el Guaraní de Jubero llegó hasta las semifinales después de eliminar al Corinthians de Tité en octavos de final y a Racing Club en cuartos de final, y cayendo ante quien sería el campeón, River Plate de Marcelo Gallardo . En el torneo Apertura 2015 volvió a obtener un subcampeonato.
Cabe destacar también que en el año 2014 y en el 2015 el Club Guaraní se convirtió en el equipo más goleador de Suramérica consiguiendo 109 y 111 goles respectivamente.

### Olimpia
A finales de febrero de 2016, Jubero llegó al Club Olimpia en un momento en el cual el club se encontraba en una gran de gran crisis futbolística y económica, el equipo que en ese momento ocupaba las últimas posiciones del campeonato y después de una gran racha de resultados y con un excelente rendimiento estuvo a punto de consagrarse campeón. Sin embargo, dicho rendimiento no se vio reflejado en forma de campeonato, de esta forma  conseguía  el vicecampeonato del Torneo Apertura 2016 por tercera vez en su carrera.
El 19 de noviembre puso su cargo a disposición del club donde al día siguiente, la comisión directiva del club informó que no seguiría, poniendo fin al ciclo en Olimpia.
De nuevo el equipo dejó una gran impresión futbolística, y con una gran vocación ofensiva consiguió situarse de nuevo entre los equipos con más goles, esta vez sería el segundo equipo más goleador de Sudamérica, 

### Libertad
El 12 de diciembre de 2016 firma por el Club Libertad para disputar el Torneo Apertura 2017 en el que se consagra campeón. Obtuvo así su primer campeonato como director técnico. Para el segundo semestre del 2017, Llegó a las semifinales de la Copa Sudamericana donde dejó en el camino a Club Huracán, Independiente Santa Fe y Racing Club cayó ante el campeón del Torneo Club Atlético Independiente por un global de 3-2, Libertad ganó sus cuatro partidos de local con la valla invicta.

### Cerro Porteño
El español Fernando Jubero fue presentado el 22 de agosto de 2018 como nuevo entrenador del Cerro Porteño paraguayo en sustitución del argentino Luis Zubeldía. Durante su etapa como entrenador logra dos subcampeonatos, el clausura 2018  y apertura 2019, además de instalar a su equipo en octavos de final de la Copa Libertadores, haciendo un gran papel  al quedar primero del grupo E. Venció en el Mineirao a Atlético Mineiro en Brasil 0-1 y a la vuelta en Paraguay 4-1. En casa también venció a Zamora (Venezuela) por 2 a 1 y a Nacional de Montevideo por 1-0. En la última fecha de visitante consiguió empatar a 1 ante Nacional en Montevideo lo que le permitió clasificar como primero de su grupo. 
Sorpresivamente  al finalizar el Torneo Apertura en Paraguay obteniendo el subcampeonato, el 20 de mayo de 2019 cerró su ciclo en Cerro Porteño.             
Dirigió 48 partidos 41 en Torneo local y 7 en Libertadores consiguiendo 28 victorias, 10 empates y 10 derrotas, 91 goles a favor y 51 en contra.

### Júbilo Iwata
Fernando Jubero director técnico español, con una amplia trayectoria en el fútbol paraguayo, ex entrenador de Guaraní, Libertad, Olimpia y Cerro Porteño hasta mayo de 2019 y que se fue haciendo una gran campaña en la Copa Libertadores, fue anunciado el 20 de agosto de 2019 como nuevo director técnico del Júbilo Iwata, de la Primera División de Japón donde permaneció hasta octubre de 2020.

### Guaraní
El 15 de junio de 2021, firma por el Guaraní de la Primera División de Paraguay. Termina su segundo ciclo en el equipo paraguayo el 24 de noviembre de 2022, en mutuo acuerdo con el club, con un rendimiento del 50% en 70 partidos dirigidos.

### Cerro Porteño
El 19 de julio de 2023 Fernando Jubero es el nuevo gerente deportivo de Cerro Porteño cuatro años después de haber ocupado el cargo de entrenador de Cerro entre 2018-2019. Fernando Jubero, ya tiene una trayectoria de más de una década en el fútbol paraguayo y llegó a ser director técnico de Guaraní, Olimpia, Libertad, donde se coronó campeón del torneo Apertura del 2017. El 30 de septiembre de 2024 finalizó su contrato de mútuo acuerdo con Cerro Porteño.

## Estadísticas como entrenador
| Club          | País     | Año       | PJ  | PG  | PE | PP  | Efectividad |
| ------------- | -------- | --------- | --- | --- | -- | --- | ----------- |
| Guaraní       | Paraguay | 2013-2015 | 125 | 69  | 25 | 31  | 61.87%      |
| Olimpia       | Paraguay | 2016      | 40  | 26  | 5  | 9   | 69.17%      |
| Libertad      | Paraguay | 2017      | 58  | 28  | 14 | 16  | 56.33%      |
| Cerro Porteño | Paraguay | 2018-2019 | 48  | 28  | 10 | 10  | 65.27%      |
| Júbilo Iwata  | Japón    | 2019-2020 | 35  | 11  | 11 | 13  | 41.91%      |
| Guaraní       | Paraguay | 2021-2022 | 70  | 29  | 18 | 23  | 50%         |
| Total         | Total    | Total     | 376 | 191 | 83 | 102 | 58.16%      |

## Palmarés

### Campeonatos nacionales
| Título          | Club     | País     | Año  |
| --------------- | -------- | -------- | ---- |
| Torneo Apertura | Libertad | Paraguay | 2017 |